# 1886 no Brasil
Esta é uma cronologia dos fatos acontecimentos de ano 1886 no Brasil.

## Incumbentes
- Imperador – D. Pedro II (1831–1889)
- Presidente do Conselho de Ministros – João Maurício Wanderley, Barão de Cotegipe (1885–1888)

## Eventos
- 14 de fevereiro: A Sociedade Médico-Cirúrgica é fundada no Rio de Janeiro.
- 27 de março: A Comissão Geográfica e Geológica de São Paulo é criada.
- 2 de julho: A Sociedade Promotora de Imigração é criada em São Paulo.
- 23 de julho: A República de Cunani, localizada no atual Amapá, é proclamada.

## Nascimentos
- 19 de abril: Manuel Bandeira, poeta brasileiro (m. 1968).[1]
- 1 de julho: Artur de Souza Nascimento, músico brasileiro (m. 1957).
- 1 de setembro: Tarsila do Amaral, pintora, desenhista, ilustradora e tradutora (m. 1973).

## Mortes
- 2 de janeiro: Emílio Mallet, militar (n. 1801).